# Кибальников, Александр Павлович
Александр Павлович Киба́льников (9 [22] августа 1912 — 5 сентября 1987) — советский скульптор. Академик АХ СССР (1954; член-корреспондент 1947). Народный художник СССР (1963). Лауреат Ленинской (1959) и двух Сталинских премий второй степени (1949, 1951).

## Биография и творчество
Александр Кибальников родился 9 (22) августа 1912 года в деревне Орехово (ныне Даниловского района, Волгоградская область) в крестьянской семье.
В 1929—1932 годах учился на живописном отделении Саратовского художественного техникума, работая в порту грузчиком, получив образование — театральным декоратором и бутафором, в 1940 году участвовал в конкурсе на памятник Чернышевскому в Саратове.
Проживал в Саратове (1929—1949 гг.), временно в Курске (1938—1939 гг.), с 1949 года жил и работал в Москве.
С 1944 года проводились конкурсы на проект памятника В. В. Маяковскому в Москве. Александр Кибальников участвовал в нём наряду с Вучетичем, Манизером, Коненковым и другими. Выставка проектов проводилась в Историческом музее, проект Кибальникова был принят к постройке и завершён в 1958 году. Также Кибальников изготовил несколько портретов Маяковского, один из которых был отлит в бронзе и установлен на могиле поэта на Новодевичьем кладбище, другой — на станции метро «Маяковская».
Следующей крупной работой стал памятник Сергею Есенину на его родине в Рязани (1975).
Два десятка лет, от небольшого мраморного портрета в 1961 году, Кибальников вынашивал замысел гранитного памятника П. Третьякову перед зданием Третьяковской галереи. Замысел был воплощён в 1980 году. Кибальникову удалось вписать статую в архитектурное окружение, найти верный масштаб и хороший вид с нескольких точек.
В творчестве скульптора неоднократно встречается мотив появления скульптурного портрета из грубо сколотого камня, как, например, в мраморном портрете дочери («Пробуждение»), гранитном бюсте А. Н. Радищева в Саратове, мраморном портрете Третьякова, полуфигуре Есенина и др.
Кибальников был главой коллектива авторов Мемориального комплекса «Брестская крепость-герой», где лично выполнил композиции «Солдат» и «Жажда» и обелиск «Штык».
Действительный член АХ СССР (1954). Член Президиума и академик-секретарь отделения скульптуры АХ СССР (1974). В 1963—1966 годах — председатель правления Московского отделения Союза художников РСФСР. Член Союза художников СССР.
Делегат XXIII съезда КПСС.
Умер 5 сентября 1987 года в Москве. Похоронен на Новодевичьем кладбище (участок № 10).

### Семья
- Жена — Александра Григорьевна
- Дочь — Валентина Кибальникова (род. 14.03.1933), редактор Киностудии имени М. Горького
- Сестра — Евгения Павловна Архипкина (Кибальникова).

## Награды и звания
- Сталинская премия второй степени (1949) — за скульптурный портрет Н. Г. Чернышевского, выполненный из бронзы (1948, Третьяковская галерея)[1][5]
- Заслуженный деятель искусств РСФСР (1957)
- Народный художник РСФСР (1963)
- Народный художник СССР[1] (1963)
- Сталинская премия второй степени (1951) — за скульптурный портрет И. В. Сталина, выполненный из гипса (1950)[4].
- Ленинская премия (1959) — за памятник В. В. Маяковскому в Москве[1]
- Государственная премия РСФСР имени И. Е. Репина (1976) — за памятник С. А. Есенину в Рязани[1]
- Орден Ленина (1982) — за большие заслуги в развитии советского изобразительного искусства и в связи с семидесятилетием со дня рождения[6]
- Орден Трудового Красного Знамени
- Медаль «За доблестный труд в Великой Отечественной войне 1941-1945 гг.»[4]
- Золотая медаль АХ СССР (1983) — за памятник П. М. Третьякову в Москве
- Бронзовая медаль Всемирной выставки в Брюсселе (1958)[7]
- Почетный гражданин Саратова (1970)
- Почетный гражданин Рязани (1975)[8]

## Творчество

Памятник С.А. Есенину, Рязань
Памятник П.М. Третьякову, Москва
Памятник Радищеву А.Н., Саратов
Памятник Маяковскому, Москва
Надгробие Владимира Маяковского на Новодевичьем кладбище
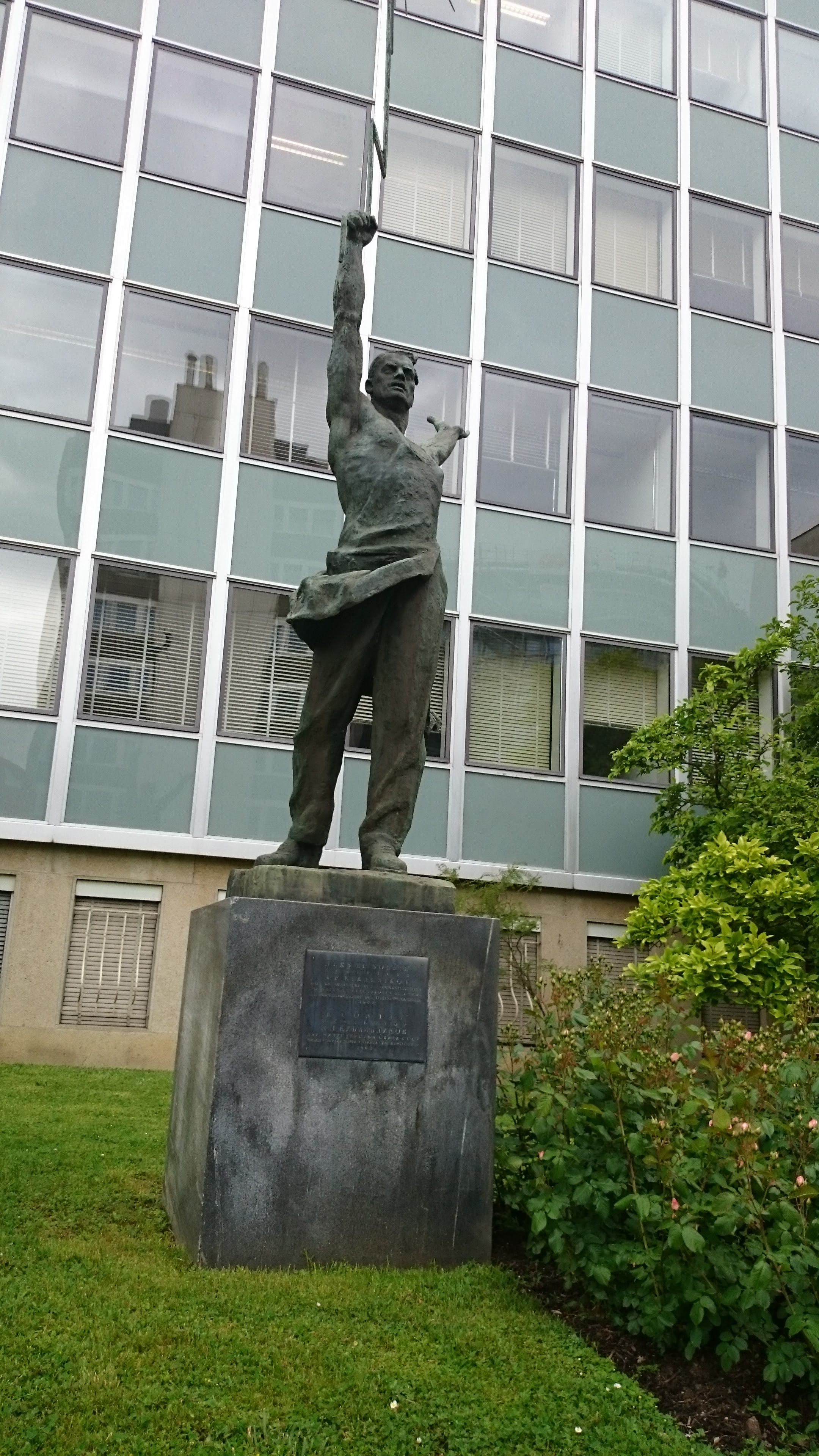
Скульптура «К солнцу», подарок ITU от правительства СССР, установлена в Женеве.
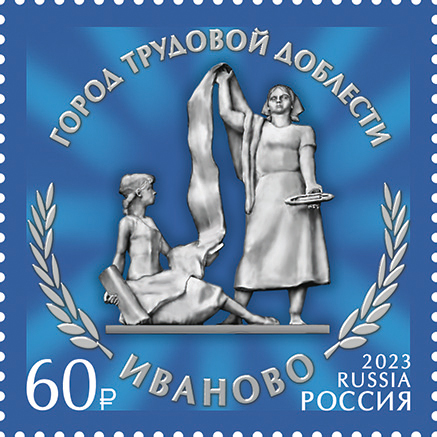
Мемориал «Героям фронта и тыла» в Иванове на почтовой марке России

Важнейшие произведения
- памятники:
  - Н. Г. Чернышевскому в Саратове
  - В. И. Ленину в Саратове (архитектор Ю. И. Менякин)
  - К. А. Федину в Саратове (скульпторы — А. П. Кибальников, В. Н. Протков; архитектор Ю. И. Менякин)
  - В. В. Маяковскому в Москве
  - А. Н. Радищеву в Саратове
  - С. А. Есенину в Рязани
  - П. М. Третьякову в Москве у Третьяковской галереи[9]
- мемориальный комплекс «Брестская крепость-герой» в Бресте (совместно с А. О. Бембелем, В. А. Королём)[4]
- бюст В. В. Маяковского на станции метро «Маяковская»
- бюст В. И. Ленину в Вышнем Волочке у здания Городской администрации
- надгробные памятники на Новодевичьем кладбище:
  - В. В. Маяковскому
  - Н. Ф. Погодину
  - Братьям Васильевым.

## Память

Саратовское художественное училище имени А. П. Боголюбова

- В 1989 году художником В. О. Фомичевым закончен портрет А. П. Кибальникова на фоне скульптуры «Непокоренный».
- В ноябре 2010 года на Новодевичьем кладбище скульптору был установлен памятник (автор — скульптор В. С. Пилипер).
- В Москве, на доме, где в 1952—1987 годах жил скульптор (Котельническая набережная, 1/15), установлена мемориальная доска.
- В Саратове возле входа в Саратовское художественное училище имени А. П. Боголюбова, где учился Кибальников, установлена мемориальная плита.
- В Саратове, на доме, в котором в 1951—1958 годах жил А. П. Кибальников (ул. М. Горького, 19), установлена мемориальная доска.[источник не указан 1005 дней]